# Bolinho de frango

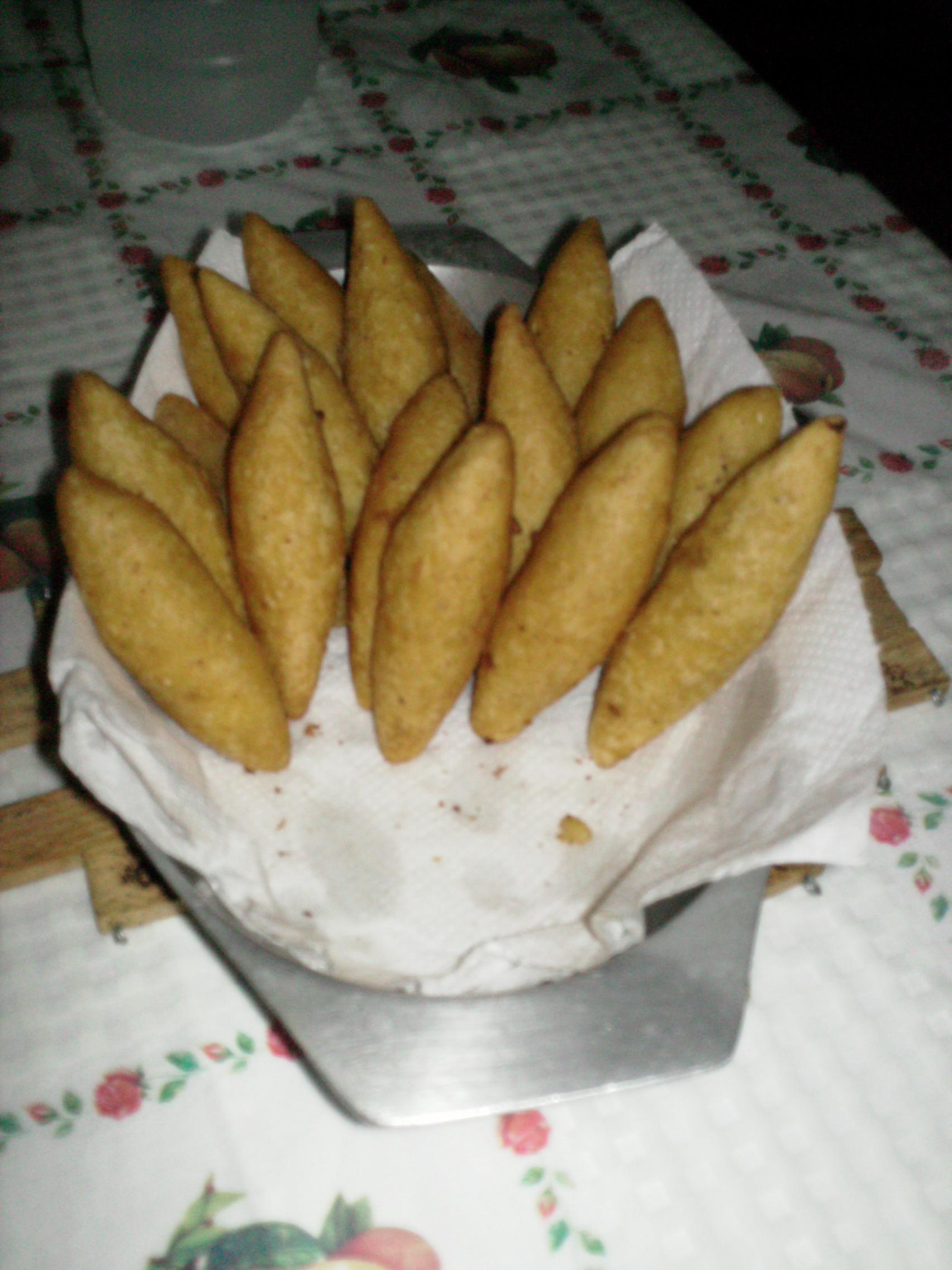

O bolinho de frango é uma iguaria culinária típica do município de Itapetininga, São Miguel Arcanjo e cidades adjacentes[carece de fontes?], região sudoeste do estado de São Paulo, no Brasil. Consiste em um salgado frito, cuja massa é feita com farinha de milho e recheada com carne cozida e temperada de frango, ficando conhecida como iguaria de São Miguel Arcanjo na época em questão.[carece de fontes?]

## Composição
Feita com massa à base de farinha de milho, o bolinho de frango é, originalmente, recheado com carne de frango cozida, desfiada e refogada. Tem sua modelagem em formato oval e é frita em óleo quente e fogo brando. Existem algumas variações da receita original, tal como, acrescentar batata cozida à massa de farinha de milho. Em outras receitas o polvilho azedo é acrescentado ao alimento. Na receita pode se substituir o frango de granja por frango caipira.
O bolinho de frango é servido em lanchonetes, bares, padarias, pastelarias e quermesses. Assim como é um produto bastante apreciado nos pontos comerciais à beira da estrada. Anualmente, acontecem festivais, celebrações religiosas onde “os participantes realizam quermesse todos os dias a partir das 15h com vários tipos de barracas, como as de chocolate quente, bolinho de frango, pernil.

## História
Existem duas prováveis origens sobre o bolinho de frango, porém todas convergem para o Sudoeste Paulista. A primeira versão  conta que quem criou o bolinho de frango foi o pai de dona Antônia Deoclécia Freitas, que não era de Itapetininga, e sim da cidade de São Miguel Arcanjo. Com o falecimento do pai, dona Deoclécia muda-se com o restante da família para o bairro de Gramadinho, em Itapetininga, onde passa a vender os bolinhos de frango feitos do jeito que o Sr. Paulino lhe ensinou. A segunda versão relata que a receita foi criada há mais de cem anos por dona Cuta e foi declarado patrimônio cultural da cidade de Itapetininga sob a Lei no. 4982 de 3 de outubro de 2005.  Atualmente, o alimento é amplamente consumido por toda a a região.
"A cidade de Itapetininga, situada no interior de São Paulo, a 170 quilômetros da capital, é a terra do bolinho de frango. "Itapetininga é passagem de cavaleiros e muladeiros participantes da Tropeada Paulista, que sai de Itararé e segue até Sorocaba, e tem como objetivo reviver a cultura tropeira, atividade que contribuiu para o desenvolvimento do estado, a partir do começo do século 18. Toda a rotina dos primeiros tropeiros é revivida pelos viajantes da Tropeada. A cidade faz parte da programação por ter sido rota dos tropeiros e seu significado histórico na civilização regional. Dessa época, é a tradicional receita do bolinho de frango, prato típico da região, declarado patrimônio cultural do município, por ser referência da identidade local e há mais de um século atrair curiosos e apaixonados pela iguaria."

## Resgate e valorização cultural da culinária caipira
O escritor Edvan Antunes contou a origem do caipira brasileiro, destacou curiosidades e exaltou a cultura nacional. “Infelizmente a sociedade consome a cultura estrangeira e não valoriza as raízes do seu país.”. 
O bolinho de frango se tornou cartão de visitas do interior de São Paulo, por ser uma receita simples e especificamente de origem caipira caiu no gosto de todos os habitantes e até mesmo daqueles que vem a passeio. Segundo Carneiro, a fome biológica distingue-se dos apetites, expressões dos variáveis desejos humanos e cuja satisfação não obedece apenas ao curto trajeto que vai do prato à boca, mas se materializa em hábitos, costumes, rituais, etiquetas. [...] O que se come é tão importante quando quanto se come, onde se come e com quem se come.”